# Simon Glücklich

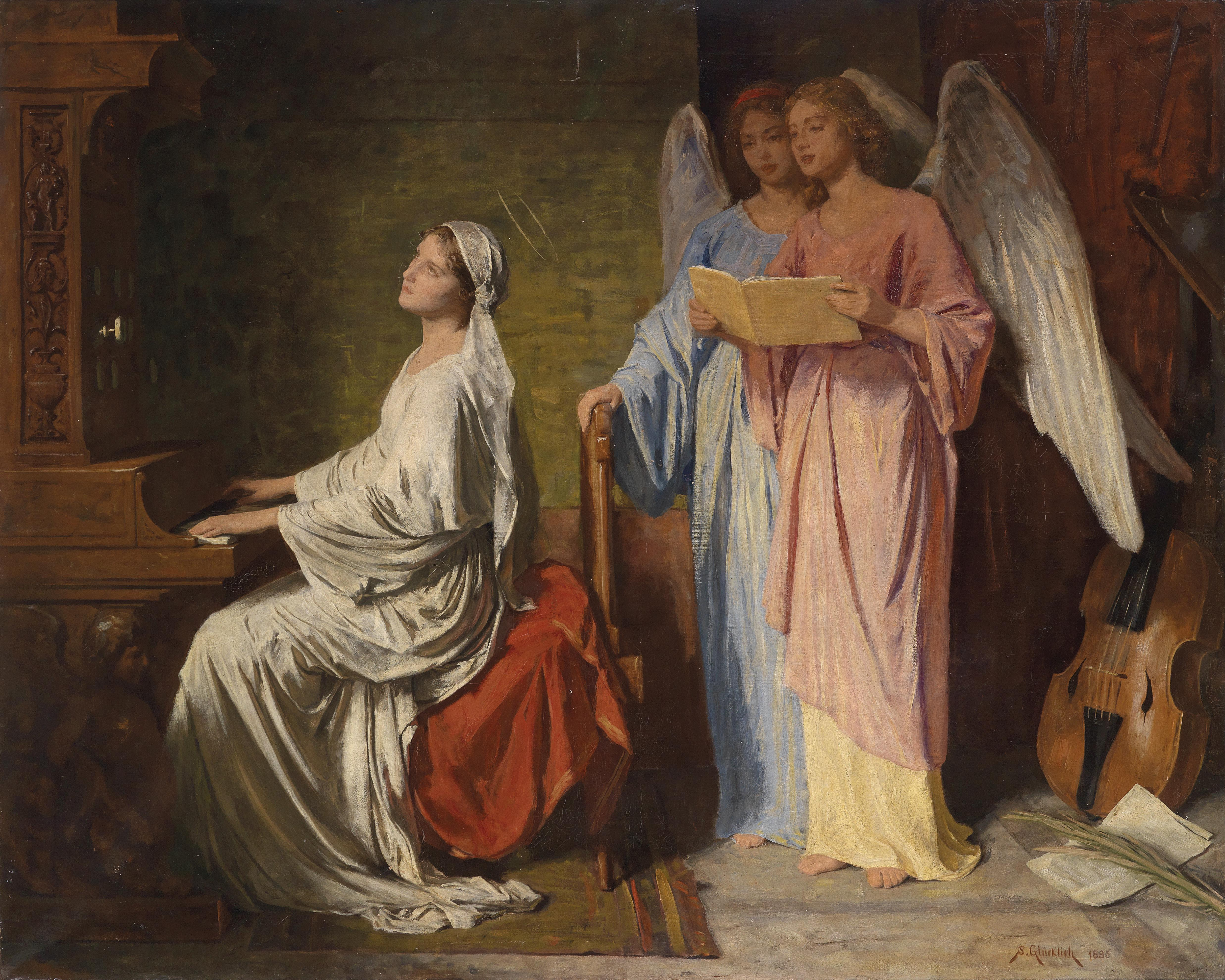
Hl. Cäcilia, von Engeln begleitet, 1886

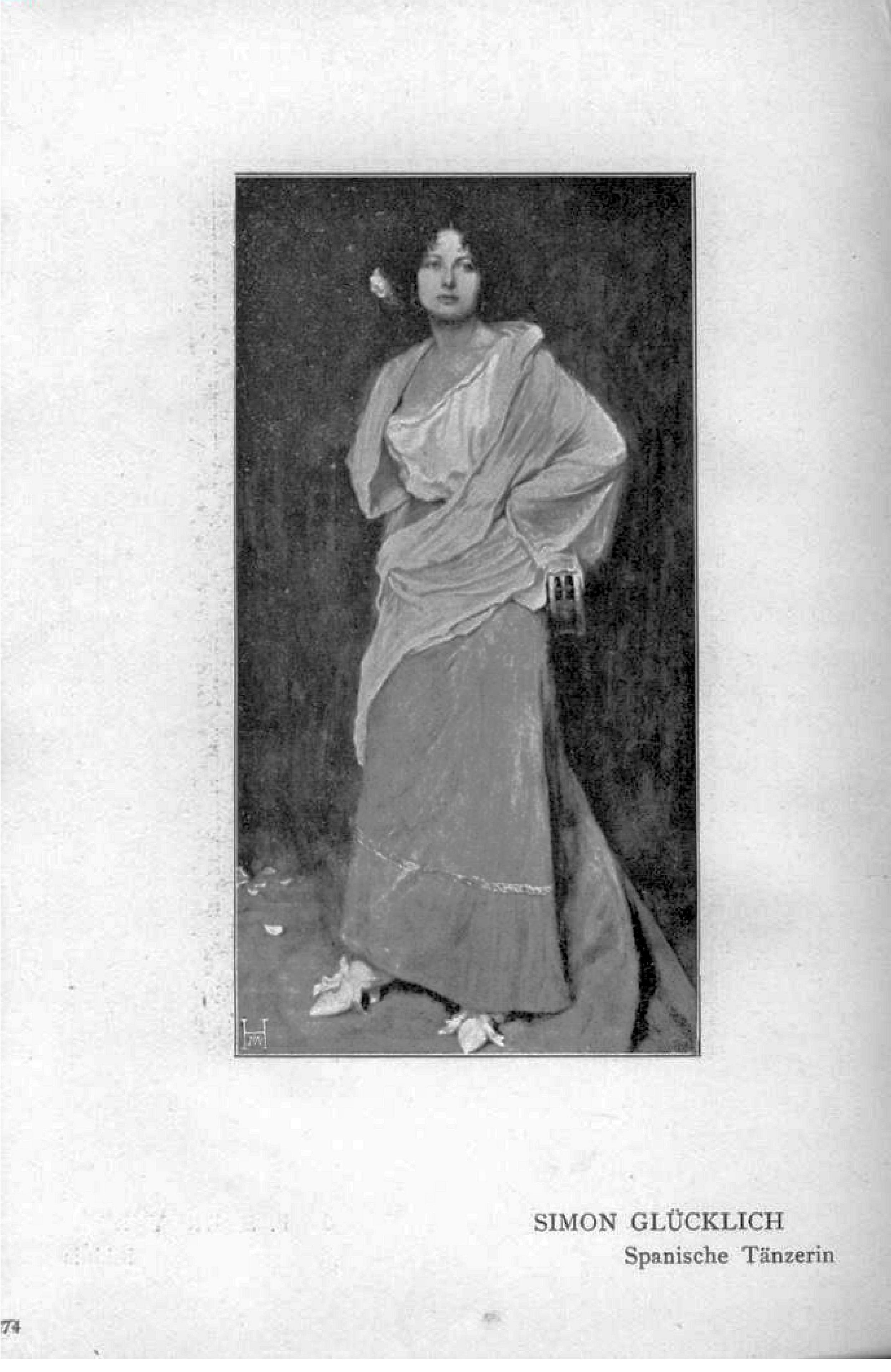
Spanische Tänzerin, Offizieller Katalog der VIII. Internationalen Kunstausstellung im Kgl. Glaspalast zu München, 1901

Simon Glücklich (* 27. März 1863 in Bielitz, Österreichisch-Schlesien; † 29. März 1943 in München) war ein österreichischer Maler, der in München tätig war.

## Leben und Werk
Simon Glücklich, Sohn des Dekorateurmalers Leo Glücklich, besuchte das Gymnasium in Bielitz und studierte dann von 1880 bis 1890 an der Wiener Kunstakademie, von 1885 bis 1890 bei dem Genre- und Landschaftsmaler Leopold Carl Müller (1834–1892). Im Oktober 1890 zog er nach München, wo er bis zu seinem Lebensende sesshaft blieb. Er heiratete am 8. Mai 1917 in Bremen Wilhelmine Christine, geb. Siedenburg, (1874–1951).
Er unternahm in seinem Leben zwei prägende Studienreisen, die ihn nach 1890 nach Oberitalien und 1920 an die Ostsee führten. Sich anfangs der Genremalerei widmend, beschäftigte er sich später mit der Darstellung mythologischer Szenen sowie der Landschafts- und Stilllebenmalerei. Stehen seine Werke um die Jahrhundertwende oftmals einer damals vorherrschenden heiter stilisierten Naturauffassung des Jugendstils nahe, bei der Mensch und Landschaft eine glückliche Einheit darstellen, entwickelt sich Glücklich im Laufe der Zeit immer mehr zu einem herausragenden Maler von Gesellschafts-, Akt- und Porträtdarstellungen, insbesondere von Adel und gehobenem Bürgertum.
1890 erwarb Kaiser Franz Joseph I. in der Ausstellung des Wiener Künstlerhauses das Gemälde Kinderquartet und 1898 das Gemälde Das Bouquet.
In seiner Geburtsstadt Bielitz malte er im großen Schießhaussaal an der Stirnwand Genien und Musen. 1905 erhielt Glücklich die Goldene Medaille der internationalen Kunstausstellung München. Werke von Simon Glücklich befinden sich in Sammlungen bedeutender deutscher Museen. Seine Werke sind international gefragt und erzielen auf dem Kunstmarkt Preise bis zu 40.000 Euro.

## Werkauswahl
- Beim Stricken (1891) – Hamburger Kunsthalle, Hamburg[2]
- Bei der Toilette (um 1928) – Neue Pinakothek, München[3]
- Porträt Alois Senefelder (1912) – Lenbachhaus, München
- Nähende alte Frau (um 1926) – Lenbachhaus, München
- Frühlingshymne (1894)
- 7 Gemälde, 2 Zeichnungen, Museum Bielsko-Biała